# Berry Nieuwenhuys
Berry Nieuwenhuys (* 5. November 1911 in Kroonstad; † 12. Juni 1984 in Johannesburg) war ein südafrikanischer Fußballspieler. Als Rechtsaußen war er vor dem Zweiten Weltkrieg langjähriger Stammspieler des FC Liverpool und führte danach im fortgeschrittenen Fußballeralter die „Reds“ als Kapitän zur englischen Meisterschaft in der Saison 1946/47. 

## Sportlicher Werdegang
Der im südafrikanischen Freistaat geborene Nieuwenhuys besuchte die Schule in Bethlehem und begann danach in den Minen von Transvaal zu arbeiten. Dazu zeigte er sich sportlich begabt und interessierte sich zunächst mehr für Rugby, bevor er sich dem Fußballsport verschrieb und dort für die Germiston Callies auflief. Dass sich Nieuwenhuys im Jahr 1933 auf den Weg zum englischen Profifußball zum FC Liverpool machte, war maßgeblich zurückzuführen auf den „Wegbereiter“ Arthur Riley, den Liverpool acht Jahre zuvor als Torhüter aus Südafrika verpflichtet hatte. Rileys in England geborener Vater lebte weiterhin in Südafrika, verfolgte interessiert für Liverpool den Fußball vor Ort und durfte nach seiner Empfehlung Nieuwenhuys und dazu Lance Carr verpflichten. Beide kamen schließlich am 11. September 1933 in England an. Nach nur einem Probespiel mit der Nachwuchsmannschaft beförderte Trainer George Patterson „Nivvy“, wie er fortan oft aufgrund seines für Engländer schwer auszusprechenden Namens genannt wurde, in den Profikader und am 23. September bestritt er gegen Tottenham Hotspur (3:0) als Rechtsaußen sein Debüt – dabei bereitete er zwei Tore vor. In seinem zweiten Spiel gab er seinen Einstand in Anfield anlässlich eines Derbys gegen den FC Everton und schoss das erste Liverpooler Tor zum 3:2-Sieg.
Weite Teile der Lokalpresse zeigten sich beeindruckt und schätzten vor allem die abgeklärt wirkende Spielweise, gute Technik, Schnelligkeit und Mannschaftsdienlichkeit des Neulings. Auch ins Passspiel fügte sich Nieuwenhuys ein und entwickelte ein gutes Zusammenspiel mit seinem Halbstürmer auf der rechten Seite. In den folgenden Jahren bis zum Ausbruch des Zweiten Weltkriegs galt er als einer der besten Rechtsaußen im englischen Fußball (gemeinsam mit Stanley Matthews). Darüber hinaus zeigte er sich vielseitig einsetzbar, mit Ausnahme der Position des Torhüters und Linksaußens. Einer möglichen (und immer wieder diskutierten) Karriere in der englischen Nationalmannschaft stand entgegen, dass weder er noch sein Vater im Vereinigten Königreich geboren worden war – sonst hätte er wie beispielsweise Gordon Hodgson als Bürger des Commonwealth eine Spielberechtigung für England nach der damals gültigen Regel besessen. Kurz nach dem Ausbruch des Zweiten Weltkriegs im September 1939 wurde der offizielle Spielbetrieb in England für mehrere Jahre ausgesetzt. So drohte Nieuwenhuys' Profilaufbahn vorzeitig zu enden und während der Kampfhandlungen diente er in der Royal Air Force als Sportlehrer. Daneben war er Kapitän der Air-Force-Auswahl und neben zahlreichen „Kriegsspielen“ für Liverpool betätigte er sich als Gastspieler in den frühen 1940er-Jahren für West Ham United und gegen Kriegsende für den FC Arsenal. Als in der Saison 1946/47 der englische Ligaspielbetrieb wieder aufgenommen wurde, führte Nieuwenhuys, der im November 1946 seinen 35. Geburtstag feierte, die Liverpooler Mannschaft als Kapitän zum Gewinn der englischen Meisterschaft. Obwohl er mittlerweile im Team von Trainer George Kay seinen Status als Stammspieler langsam verlor und Akteure wie Jack Balmer, Bill Jones, Albert Stubbins, Billy Liddell und Bob Paisley im Vordergrund  standen, steuerte der „Routinier“ in 15 Ligapartien noch einmal fünf Tore bei.
Kurz darauf trat Nieuwenhuys als Fußballer nach insgesamt 257 Pflichtspielen und 79 Toren für Liverpool zurück und arbeitete fortan als Trainer beim West Derby Golf Club. Im Golf hatte er sich schon in den Jahren zuvor als talentiert erwiesen; beispielsweise scheiterte er 1946 bei den British Open mit nur zwei Schlägen am „Cut“. Später kehrte er in seine südafrikanische Heimat zurück und arbeitete dort mit dem Profigolfer Bobby Locke. Er blieb aber auch dem Fußball im Trainergeschäft erhalten und fungierte unter anderem für Southern Suburbs und seinen alten Klub Germiston Callies als Assistent. Dazu vermittelte er englischen Fußballvereinen gelegentlich Talente aus der Region. Zur Mitte der 1970er-Jahre setzte sich Nieuwenhuys zur Ruhe und verstarb im Juni 1984, nachdem er in seinen letzten Jahren an Demenz gelitten hatte.

## Titel/Auszeichnungen
- Englische Meisterschaft (1): 1947